# Створено для кохання
Створено для кохання (англ. Made for Love) — американський телесеріал у жанрі чорного гумору, заснований на однойменному романі Алісси Наттінг 2017 року. Прем'єра серіалу відбулася на HBO Max 1 квітня 2021 року. У ньому зіграли Крістін Міліоті, Біллі Магнуссен і Рей Романо. У червні 2021 року серіал було продовжено на другий сезон, прем'єра якого запланована на 28 квітня 2022 року.

## Синопсис
Після того, як жінка втекла від токсичного 10-річного шлюбу з технологічним мільярдером, вона дізнається, що її чоловік встановив їй у мозок пристрій відстеження. Цей девайс дозволяє йому відстежувати її місцезнаходження, спостерігати за нею в прямому ефірі та зчитувати її «емоційні дані», тим часом коли вона намагається відновити свою незалежність.

## Акторський склад та персонажі

### Головний каст
| Актор               | Роль                 | Примітки                        |
| ------------------- | -------------------- | ------------------------------- |
| Крістін Міліоті     | Гейзел Ґрін          |                                 |
| Біллі Магнуссен     | Байрон Гоголь        |                                 |
| Ден Баккедал        | Лайл Геррінґбон      |                                 |
| Нома Думезвені      | доктор Фіффані Годек |                                 |
| Рей Романо          | Герберт Ґрін         |                                 |
| Авґусто Аґілера     | Лівер                |                                 |
| Кейлеб Фут          | Беннет Гоббс         | 2 сезон; другорядний у 1 сезоні |
| Сарунас Дж. Джексон | Джей                 | сезон 2; епізодичний у 1 сезоні |

### Другорядний каст
| Актор              | Роль            | Примітки |
| ------------------ | --------------- | -------- |
| Патті Гаррісон     | Банглс          |          |
| Реймонд Лі         | Джефф           |          |
| Кім Вітлі          | Джудіфф         |          |
| Кріс Діамантопулос | агент Генк Волш | 2 сезон  |
| Анжела Лін         | доктор Гау      | 2 сезон  |

### Запрошені зірки
- Пола Абдул у ролі Anydoors (2 сезон)[6]

## Виробництво

### Розробка
Створено для кохання — екранізація однойменного роману Алісси Наттінг. WarnerMedia дала серіалу зелене світло у червні 2019 року для свого потокового сервісу HBO Max. Шоуранером і сценаристом першого сезону став Патрік Сомервілл, а режисерське крісло зайняла С. Дж. Кларксон. 28 червня 2021 року HBO Max продовжив серіал на другий сезон. Виконавчі продюсери Крістіна Лі та Наттінг стали шоуранерами другого сезону.

### Кастинг
У липні 2019 року Крістін Міліоті обрали на головну роль. Рей Романо долучився до касту у вересні 2019 року з угодою лише на один сезон. Нома Думезвені приєдналася в жовтні 2019 року, а Біллі Магнуссен, Ден Баккедал та Авґусто Аґілера — в листопаді 2019 року. У грудні 2019 року Реймонд Лі отримав другорядну роль. У липні 2021 року Калеб Фут став постійним учасником другого сезону серіалу. У листопаді 2021 року Сарунас Дж. Джексон, який зіграв епізодичну роль у першому сезоні, долучився до основного складу серіалу, тоді як Кріс Діамантопулос та Анжела Лін отримали другорядні ролі, а Пола Абдул стала запрошеною зіркою другого сезону.

## Реліз
Прем’єра серіалу відбулася 1 квітня 2021 року, перші 3 епізоди були доступні одразу. Прем'єра другого сезону запланована на 28 квітня 2022 року.

## Оцінки та відгуки
Вебсайт агрегатора рецензій Rotten Tomatoes повідомив про рейтинг схвалення 94% на основі 53 відгуків критиків із середнім рейтингом 7,20/10. Консенсус критиків вебсайту говорить: «Сатиричні рифи „Створено для кохання“ щодо технологій, безсумнівно, розумні, але найцінніші спецефекти в цій зворушливій одіссеї – це харизма Крістіна Міліоті та комедійна складова». Metacritic поставив серіалу середньозважену оцінку 68 зі 100 на основі 18 відгуків критиків, що вказує на «загалом схвальні відгуки».
Ніна Мец з Chicago Tribune оцінила серіал 3,5/4 і знайшла серіал «нахабно зачаровуючим, сардонічним і глибоко тривожним…» . Бен Треверс з IndieWire поставив серіалу оцінку B- і сказав: «Герберт є доказом того, що „Створено для кохання“ все ще знає свою справу: справжнє кохання не можна оцінити кількісно, а лише відчути. Що більше шоу дозволить нам це відчути, то кращим воно буде» .

## Нагороди та номінації
| Рік  | Нагорода                    | Категорія                                                            | Номінація                               | Результат | Прим.  |
| ---- | --------------------------- | -------------------------------------------------------------------- | --------------------------------------- | --------- | ------ |
| 2021 | Прайм-тайм премія «Еммі»    | Видатна операторська робота для серіалу з однією камерою (півгодини) | Натаніель Гудман (за "Користувач Один") | Номінація | [ 19 ] |
| 2022 | Кінопремія «Вибір критиків» | Кращий актор другого плану в комедійному серіалі                     | Рей Романо                              | Номінація | [ 20 ] |